# 卡爾瑙希
49°41′52″N 34°51′10″E / 49.69778°N 34.85278°E
卡爾瑙希（烏克蘭語：Карнаухи），是烏克蘭的村落，位於該國中部波爾塔瓦州，由波爾塔瓦區負責管轄，距離弗洛里夫卡1公里，海拔高度101米，2001年該村落人口11。